# 정인식
정인식(鄭仁植, 1911년 ~ 1951년?)은 대한민국의 정치인이다. 제2대 국회의원을 지냈다.

## 이력
경신중학교를 졸업하고, 지산면장, 국민회 광산군 부위원장을 맡았고, 제2대 국회의원에 당선되었으나 한국 전쟁 때 조선민주주의인민공화국으로 납북되었다. 이후 1956년 7월 재북 평화통일촉진협의회 중앙위원을 맡았다가 1958년 12월 평북 의주 농목장으로 이주하였다고 알려져 왔다. 그러나 북조선에서는 정인식이 한국 전쟁 중인 1951년 이미 사망하였고, 평양 룡성구역의 특설묘지에 묻혀 있다고 밝혔다.

## 역대 선거 결과
| 실시년도 | 선거   | 대수 | 직책     | 선거구         | 정당               | 득표수  | 득표율          | 순위 | 당락 | 비고 |
| -------- | ------ | ---- | -------- | -------------- | ------------------ | ------- | --------------- | ---- | ---- | ---- |
| 1950년   | 총선   | 2대  | 국회의원 | 전남 광산군 을 | 대한독립촉성국민회 | 5,693표 | \| \| 21.16% \| | 1위  |      | 초선 |
|          | 21.16% |      |          |                |                    |         |                 |      |      |      |